# Discographie de Biffy Clyro
La discographie de Biffy Clyro, groupe de rock alternatif écossais, se compose de neuf albums studio, de deux albums live, de quatre compilations, d'un EP et d'une vingtaine de singles. Le groupe s'est formé en 1995 et est composé de trois musiciens : Simon Neil et les jumeaux James et Ben Johnston.

## Albums

### Albums studio
| Année | Détails | Charts | Charts | Charts | Charts | Charts | Certifications |
| Année | Détails | [ 1 ]  | [ 2 ]  | [ 3 ]  | [ 4 ]  | [ 5 ]  | Certifications |
| ----- | --- | ------ | ------ | ------ | ------ | ------ | -------------- |
| 2002  | Blackened Sky - Sortie: 11 mars 2002 - Label: Beggars Banquet Records - Format(s): CD                            | 78     | —      | —      | —      | —      | - Argent       |
| 2003  | The Vertigo of Bliss - Sortie: 13 juin 2003 - Label: Beggars Banquet Records - Format(s): CD                     | 48     | —      | —      | —      | —      | - Argent       |
| 2004  | Infinity Land - Sortie: 4 octobre 2004 - Label: Beggars Banquet Records - Format(s): CD, téléchargement          | 47     | —      | —      | —      | —      | - Argent       |
| 2007  | Puzzle - Sortie: 4 juin 2007 - Label: 14th Floor Records - Format(s): CD, téléchargement                         | 2      | 17     | —      | —      | —      | - Platine,     |
| 2009  | Only Revolutions - Sortie: 9 novembre 2009 - Label: 14th Floor Records - Format(s): CD, téléchargement           | 3      | 16     | 85     | 28     | 99     | - 2 × Platine, |
| 2013  | Opposites - Sortie: 28 janvier 2013 - Label: 14th Floor Records - Format(s): CD, DVD, vinyle                     | 1      | 3      | 22     | 9      | 2      | - Or           |
| 2016  | Ellipsis - Sortie: 8 juillet 2016 - Label: 14th Floor Records - Format(s): CD, DVD, vinyle                       | 1      | 1      | 13     | 21     | 1      | - Or           |
| 2020  | A Celebration of Endings - Sortie: 14 août 2020 - Label: 14th Floor Records - Format(s): CD, vinyle              | 1      | 2      | 23     | —      | 4      |                |
| 2021  | The Myth of the Happily Ever After - Sortie: 22 octobre 2021 - Label: 14th Floor Records - Format(s): CD, vinyle |        |        |        |        |        |                |

### Album live
| Titre                                     | Année de sortie | Type   | Label              |
| ----------------------------------------- | --------------- | ------ | ------------------ |
| Revolutions : Live at Wembley             | 2011            | CD/DVD | 14th Floor Records |
| Opposites : Live from Glasgow             | 2014            | CD/DVD | 14th Floor Records |
| MTV Unplugged: Live at Roundhouse, London | 2018            | CD/DVD | 14th Floor Records |

### Compilations
| Titre                               | Année de sortie | Label                   | Note                                                              |
| ----------------------------------- | --------------- | ----------------------- | ----------------------------------------------------------------- |
| Singles 2001-2005                   | 2008            | Beggars Banquet Records | -                                                                 |
| Missing Pieces – The Puzzle B-Sides | 2009            | Roadrunner Records      | Faces B de singles, sortie uniquement aux États-Unis              |
| Lonely Revolutions                  | 2010            | 14th Floor Records      | Faces B de singles, édition limitée à 300 vinyles 12" et 1 000 CD |
| Similarities                        | 2014            | 14th Floor Records      | Faces B de singles, édition limitée à 3 000 CD                    |

## EPs
| Titre                              | Année de sortie | Type | Label          |
| ---------------------------------- | --------------- | ---- | -------------- |
| thekidswhopoptodaywillrocktomorrow | 2000            | EP   | Electric Honey |

## Singles
| Année de sortie | Single                                                            | Classement | Classement | Classement | Classement | Classement | Album                                                                         |
| Année de sortie | Single                                                            | ,          | [ 9 ]      | [ 2 ]      | [ 3 ]      |            | Album                                                                         |
| --------------- | ----------------------------------------------------------------- | ---------- | ---------- | ---------- | ---------- | ---------- | ----------------------------------------------------------------------------- |
| 1999            | Iname                                                             | —          | —          | —          | —          | —          | —                                                                             |
| 2001            | 27                                                                | —          | —          | —          | —          | —          | Blackened Sky                                                                 |
| 2001            | Justboy                                                           | 111        | —          | —          | —          | —          | Blackened Sky                                                                 |
| 2002            | 57                                                                | 61         | —          | —          | —          | —          | Blackened Sky                                                                 |
| 2002            | Joy.Discovery.Invention Toys, Toys, Toys, Choke, Toys, Toys, Toys | 86         | —          | —          | —          | —          | Blackened Sky The Vertigo of Bliss                                            |
| 2003            | The Ideal Height                                                  | 46         | —          | —          | —          | —          | The Vertigo of Bliss                                                          |
| 2003            | Questions and Answers                                             | 26         | —          | —          | —          | —          | The Vertigo of Bliss                                                          |
| 2003            | Eradicate the Doubt                                               | 98         | —          | —          | —          | —          | The Vertigo of Bliss                                                          |
| 2004            | There's No Such Thing as a Jaggy Snake                            | —          | —          | —          | —          | —          | Infinity Land                                                                 |
| 2004            | Glitter and Trauma                                                | 21         | —          | —          | —          | —          | Infinity Land                                                                 |
| 2004            | My Recovery Injection                                             | 24         | —          | —          | —          | —          | Infinity Land                                                                 |
| 2005            | Only One Word Comes to Mind                                       | 27         | —          | —          | —          | —          | Infinity Land                                                                 |
| 2006            | Semi-Mental                                                       | —          | —          | —          | —          | —          | Puzzle                                                                        |
| 2007            | Saturday Superhouse                                               | 13         | —          | —          | —          | —          | Puzzle                                                                        |
| 2007            | Living is a Problem Because Everything Dies                       | 19         | —          | —          | —          | —          | Puzzle                                                                        |
| 2007            | Folding Stars                                                     | 18         | —          | —          | —          | —          | Puzzle                                                                        |
| 2007            | Machines                                                          | 29         | —          | —          | —          | —          | Puzzle                                                                        |
| 2008            | Who's Got a Match?                                                | 27         | —          | —          | —          | —          | Puzzle                                                                        |
| 2008            | Mountains                                                         | 5          | 55         | 42         | —          | —          | Only Revolutions                                                              |
| 2009            | That Golden Rule                                                  | 10         | —          | —          | —          | —          | Only Revolutions                                                              |
| 2009            | The Captain                                                       | 17         | —          | —          | —          | —          | Only Revolutions                                                              |
| 2010            | Many of Horror                                                    | 8          | —          | 10         | 66         | 32         | Only Revolutions                                                              |
| 2010            | Bubbles                                                           | 34         | —          | —          | —          | —          | Only Revolutions                                                              |
| 2010            | God and Satan                                                     | 36         | —          | —          | —          | —          | Only Revolutions                                                              |
| 2013            | Black Chandelier                                                  | 14         | —          | —          | —          | —          | Opposites                                                                     |
| 2013            | Biblical                                                          | 70         | —          | —          | —          | —          | Opposites                                                                     |
| 2013            | Opposite                                                          | 49         | —          | —          | —          | —          | Opposites                                                                     |
| 2013            | Victory Over the Sun                                              | 152        | —          | —          | —          | —          | Opposites                                                                     |
| 2016            | Wolves of Winter                                                  | 110        | —          | —          | —          | —          | Ellipsis                                                                      |
| 2016            | Animal Style                                                      | 184        | —          | —          | —          | —          | Ellipsis                                                                      |
| 2016            | Howl                                                              | —          | —          | —          | —          | —          | Ellipsis                                                                      |
| 2016            | Re-Arrange                                                        | —          | —          | —          | —          | —          | Ellipsis                                                                      |
| 2017            | Flammable                                                         | —          | —          | —          | —          | —          | Ellipsis                                                                      |
| 2017            | Friends and Enemies                                               | —          | —          | —          | —          | —          | Ellipsis                                                                      |
| 2019            | Modern Love                                                       | —          | —          | —          | —          | —          | The Howard Stern Tribute to David Bowie                                       |
| 2019            | Balance, Not Symmetry                                             | —          | —          | —          | —          | —          | Balance, Not Symmetry                                                         |
| 2019            | The Modern Leper                                                  | —          | —          | —          | —          | —          | Tiny Changes: A Celebration of Frightened Rabbit's 'The Midnight Organ Fight' |
| 2020            | Instant History                                                   | —          | —          | —          | —          | —          | A Celebration of Endings                                                      |
| 2020            | End Of                                                            | —          | —          | —          | —          | —          | A Celebration of Endings                                                      |
| 2020            | Tiny Indoor Fireworks                                             | —          | —          | —          | —          | —          | A Celebration of Endings                                                      |
| 2020            | Space                                                             | 81         | —          | —          | —          | —          | A Celebration of Endings                                                      |
| 2020            | Cop Syrup                                                         | —          | —          | —          | —          | —          | A Celebration of Endings                                                      |

## Clips vidéo
| Année | Titre                                       | Directeur       | Album                | Vidéo                                       |
| 2002  | Justboy                                     |                 | Blackened Sky        | [vidéo] « Visionner la vidéo », sur YouTube |
| 2002  | 57                                          |                 | Blackened Sky        | [vidéo] « Visionner la vidéo », sur YouTube |
| 2002  | Toys, Toys, Toys, Choke, Toys, Toys, Toys   |                 | The Vertigo of Bliss | [vidéo] « Visionner la vidéo », sur YouTube |
| 2003  | Questions and Answers                       |                 | The Vertigo of Bliss | [vidéo] « Visionner la vidéo », sur YouTube |
| 2003  | Eradicate The Doubt                         |                 | The Vertigo of Bliss | [vidéo] « Visionner la vidéo », sur YouTube |
| 2004  | Glitter and Trauma                          |                 | Infinity Land        | [vidéo] « Visionner la vidéo », sur YouTube |
| 2004  | My Recovery Injection                       |                 | Infinity Land        | [vidéo] « Visionner la vidéo », sur YouTube |
| 2005  | Only One Word Comes To Mind                 |                 | Infinity Land        | [vidéo] « Visionner la vidéo », sur YouTube |
| 2006  | Semi-Mental                                 |                 | Puzzle               | [vidéo] « Visionner la vidéo », sur YouTube |
| 2007  | Saturday Superhouse                         | Bradley Beesley | Puzzle               | [vidéo] « Visionner la vidéo », sur YouTube |
| 2007  | Living Is a Problem Because Everything Dies | Andy Morahan    | Puzzle               | [vidéo] « Visionner la vidéo », sur YouTube |
| 2007  | Folding Stars                               |                 | Puzzle               | [vidéo] « Visionner la vidéo », sur YouTube |
| 2007  | Machines                                    |                 | Puzzle               | [vidéo] « Visionner la vidéo », sur YouTube |
| 2008  | Who's Got A Match?                          |                 | Puzzle               | [vidéo] « Visionner la vidéo », sur YouTube |
| 2008  | Mountains                                   |                 | Only Revolutions     | [vidéo] « Visionner la vidéo », sur YouTube |
| 2009  | That Golden Rule                            |                 | Only Revolutions     | [vidéo] « Visionner la vidéo », sur YouTube |
| 2009  | The Captain                                 | Andy Morahan    | Only Revolutions     | [vidéo] « Visionner la vidéo », sur YouTube |
| 2009  | Many of Horror                              | Andy Morahan    | Only Revolutions     | [vidéo] « Visionner la vidéo », sur YouTube |
| 2010  | Bubbles                                     |                 | Only Revolutions     | [vidéo] « Visionner la vidéo », sur YouTube |
| 2010  | God and Satan                               | Corin Hardy     | Only Revolutions     | [vidéo] « Visionner la vidéo », sur YouTube |
| 2010  | Booooom, Blast and Ruin                     |                 | Only Revolutions     | [vidéo] « Visionner la vidéo », sur YouTube |
| 2012  | Stingin'Belle                               |                 | Opposites            | [vidéo] « Visionner la vidéo », sur YouTube |
| 2012  | Black Chandelier                            | Big TV          | Opposites            | [vidéo] « Visionner la vidéo », sur YouTube |